# Поспелиха (Богородский район)
Поспелиха — деревня в Богородском районе Нижегородской области. Входит в состав Хвощёвского сельсовета.
Деревня располагается на левом берегу реки Кудьмы.